# Tingsryd (comuna)
Tingsryd (em sueco: Tingsryd kommun) é uma comuna da Suécia localizada no condado de Cronoberga. Sua capital é a cidade de Tingsryd. Possui 1 045 quilômetros quadrados e segundo censo de 2018, havia 12 407 habitantes.